# Fons còsmic de neutrins
El fons còsmic de neutrins (o CNB, de l'anglès cosmic neutrino background) és la radiació de fons de partícules composta per neutrins.
Com la CMB, el CNB és una relíquia del big-bang. Mentre que la radiació còsmica de fons data de quan l'univers tenia 379.000 anys, el CNB es va formar quan l'univers tenia 2 segons, en deixar d'interaccionar els neutrins amb la matèria bariònica. S'estima que avui dia el fons còsmic de neutrins té una temperatura aproximada d'1,95 K. Els neutrins, en ser elements de molt baixa energia, són molt més difícils de detectar pel fet que aquestes partícules interaccionen d'una manera molt feble amb la resta de la matèria. Per tant, el fons còsmic de neutrins és extremadament difícil de detectar, fins al punt que potser mai pugui ser observat directament. No obstant això, existeixen evidències indirectes que delaten la seva probable existència.

## Obtenció de la temperatura del fons còsmic de neutrins
Donada la temperatura de la radiació còsmica de fons, es pot estimar la temperatura del fons còsmic de neutrins. Abans que els neutrins es desacoblessin de la resta de la matèria, l'univers consistia principalment en neutrins, electrons, positrons i fotons, tots en equilibri termodinàmic els uns amb els altres. Una vegada que la temperatura va disminuir les masses dels bosons W i Z, els neutrins es van desacoblar de la resta de la matèria. En aquest moment, els neutrins i els fotons seguien tenint la mateixa temperatura. Quan la temperatura va disminuir, la massa dels electrons, molts electrons i positrons es van anihilar, i transferiren la seva calor i entropia als fotons. Així que la relació de la temperatura dels fotons abans i després de l'anihilació electró-positró és la mateixa que la relació de la temperatura dels fotons i els neutrins avui. Per trobar aquesta relació, assumim que l'entropia de l'univers es va conservar aproximadament per l'anihilació electró-positró. Llavors, utilitzant:
{\displaystyle \sigma \propto gT^{3}},
en què {\displaystyle \sigma } és l'entropia, {\displaystyle g} és el nombre efectiu de graus de llibertat i {\displaystyle T} és la temperatura, trobem que:
{\displaystyle \left({\frac {g_{0}}{g_{1}}}\right)^{1/3}={\frac {T_{1}}{T_{0}}}},
en què T0 denota la temperatura abans de l'anihilació electró-positró i T1 després. El factor g0 es determina per l'espècie de partícula:
- 2 per fotons, ja que són bosons sense massa.[1]
- 2(7/8) respectivament per electrons i positrons, ja que són fermions.[1]

g1 és de només 2 per fotons. així que:
{\displaystyle {\frac {T_{\nu }}{T_{\gamma }}}=\left({\frac {4}{11}}\right)^{1/3}}.
Donat el valor actual Tγ = 2,73 K, s'obté que Tν ≈ 1,9 K.
La discussió anterior és vàlida per a neutrins sense massa, que són sempre relativistes. Si els neutrins tenen una massa residual positiva, es converteixen en no relativistes quan l'energia tèrmica {\displaystyle 3/2kT_{\nu }} cau per sota de la massa-energia en repòs {\displaystyle m_{\nu }c^{2}}. La matèria no relativista es refreda més de pressa que la relativista, segons s'expandeix l'univers. Els càlculs precisos, si l'entropia de cada fermió roman constant, fa la temperatura actual dels neutrins: {\displaystyle T_{\nu }\approx 1.6\cdot 10^{-4}\left(m_{\nu }/1{\rm {eV}}\right)^{-1}{\rm {K}}}.

## Evidències indirectes
Els neutrins relativistes contribueixen a la densitat de l'energia de radiació de l'univers ρR, normalment parametritzada en termes del nombre efectiu de l'espècie de neutrí Nν:
{\displaystyle \rho _{\rm {R}}={\frac {\pi ^{2}}{15}}\,T_{\gamma }^{4}(1+z)^{4}\left[1+{\frac {7}{8}}N_{\rm {\nu }}\left({\frac {4}{11}}\right)^{4/3}\right],}
en què z denota el desplaçament cap al roig. En primer termes en claudàtors es deuen a la radiació còsmica de fons, el segon és del fons còsmic de neutrins. El model estàndard amb les tres espècies de neutrins té un valors de 
Nν ≃ 3,046, incloent-hi una correcció causada per una distorsió no tèrmica dels espectres durant l'anihilació e+-e-. La densitat de radiació va tenir un impacte major en diferents processos físics en l'univers primigeni, deixant empremtes potencialment detectables en quantitats mesurables, la qual cosa ens permet inferir el valors de Nν de les observacions.

### Nucleosíntesi del big-bang
A causa del seu efecte sobre la relació d'expansió de l'univers durant la nucleosíntesi del big-bang (BBN), s'espera teòricament que les abundàncies primordials dels elements lleugers depenguin en Nν. Mesures astrofísiques de les abundàncies del 4He i ²D primordial condueixen a un valor de Nν = 3,14+0,70
−0,65 al 68% ic., en concordança amb el que s'esperava segons el model estàndard.

### Radiació còsmica de fons, anisotropies i formació d'estructures
La presència del fons còsmic de neutrins afecta l'evolució de les anisotropies de la radiació còsmica de fons, així com el creixement de les pertorbacions de la matèria de dues maneres: a causa de la seva contribució a la densitat de radiació de l'univers (la qual determina, per exemple, el temps d'igualtat matèria-radiació) i a causa de la tensió anisotròpica dels neutrins, que disminueix les oscil·lacions acústiques dels espectres. A més, un massiu flux fix de neutrins suprimeix el creixement d'estructures a petites escales. Les dades dels cinc anys de la sonda WMAP combinades amb les dades de la supernova de tipus Ia i informacions sobre l'escala d'oscil·lació acústica bariònica fa Nν = 4,34+0,88
−0,86 al 68% ic, donant una confirmació independent a les restriccions de la nucleosíntesi del big-bang. En un futur proper, les sondes com la sonda Planck milloraran els errors actuals de Nν.